# Championnat de Chypre de football 2018-2019
Navigation
Édition précédente Édition suivante
La saison 2018-2019 est la 81e édition du championnat de Chypre de football. Elle oppose les douze meilleurs clubs de Chypre lors d'une première phase de vingt-deux journées. À l'issue de cette première phase, les six premiers disputent la poule pour le titre, tandis que les six suivants prennent part à la poule de relégation où le dernier sera relégué en Second Division.
Trois places qualificatives pour les compétitions européennes seront attribuées par le biais du championnat (1 place au deuxième tour de qualification de Ligue des champions 2019-2020 et 2 places au premier tour de qualification de Ligue Europa). Une place au deuxième tour de qualification pour la Ligue Europa sera garantie au vainqueur de la Coupe.

## Compétition
Cette saison le championnat a été réduit à 12 équipes.

### Première phase

#### Classement
Le classement est établi sur le barème de points classique (victoire à 3 points, match nul à 1, défaite à 0).
| Rang | Équipe                   | Pts | J  | G  | N | P  | Bp | Bc | Diff |
| ---- | ------------------------ | --- | -- | -- | - | -- | -- | -- | ---- |
| 1    | APOEL T                  | 49  | 22 | 15 | 4 | 3  | 45 | 20 | +25  |
| 2    | Apollon Limassol         | 47  | 22 | 14 | 5 | 3  | 50 | 17 | +33  |
| 3    | AEL Limassol             | 45  | 22 | 14 | 3 | 5  | 35 | 25 | +10  |
| 4    | AEK Larnaca              | 39  | 22 | 11 | 6 | 5  | 37 | 16 | +21  |
| 5    | AC Omonia                | 31  | 22 | 9  | 4 | 9  | 25 | 24 | +1   |
| 6    | Nea Salamina             | 31  | 22 | 9  | 4 | 9  | 28 | 30 | -2   |
| 7    | Anorthosis Famagouste -6 | 28  | 22 | 9  | 7 | 6  | 27 | 26 | +1   |
| 8    | Paphos FC -6             | 21  | 22 | 7  | 6 | 9  | 24 | 36 | -12  |
| 9    | Doxa Katokopias          | 20  | 22 | 5  | 5 | 12 | 28 | 39 | -11  |
| 10   | EN Paralímni P           | 17  | 22 | 4  | 5 | 13 | 17 | 38 | -21  |
| 11   | Alki Oroklini            | 17  | 22 | 4  | 5 | 13 | 19 | 43 | -24  |
| 12   | Ermís Aradíppou          | 10  | 22 | 2  | 4 | 16 | 19 | 40 | -21  |

Légende
- qualification pour la poule pour le titre
- qualification pour la poule de relégation

Abréviations
- T : Tenant du titre
- P : Promus de Second Division 2017-2018

- Paphos FC[1] et Anorthosis Famagouste[2]: 6 points de pénalités pour emploi d'un joueur non enregistré.

### Deuxième phase

#### Poule pour le titre

##### Classement
Les clubs conservent la totalité des points acquis lors de la première phase.
| Rang | Équipe           | Pts | J  | G  | N | P  | Bp | Bc | Diff |
| ---- | ---------------- | --- | -- | -- | - | -- | -- | -- | ---- |
| 1    | APOEL T          | 70  | 32 | 21 | 7 | 4  | 66 | 25 | +41  |
| 2    | AEK Larnaca      | 62  | 32 | 18 | 8 | 6  | 51 | 23 | +28  |
| 3    | Apollon Limassol | 58  | 32 | 17 | 7 | 8  | 64 | 32 | +32  |
| 4    | AEL Limassol C   | 55  | 32 | 17 | 4 | 11 | 49 | 47 | +2   |
| 5    | Nea Salamina     | 44  | 32 | 12 | 8 | 12 | 41 | 47 | -6   |
| 6    | AC Omonia        | 36  | 32 | 10 | 6 | 16 | 36 | 45 | -9   |

Qualifications européennes
Ligue des champions 2019-2020
- 1er :deuxième tour de qualification

Ligue Europa 2019-2020
- C  : deuxième tour de qualification
- 2e et 3e  : premier tour de qualification

Abréviations
- T : Tenant du titre
- C : Vainqueur de la Coupe de Chypre 2018-2019

#### Poule de relégation

##### Classement
Les clubs conservent la totalité des points acquis lors de la première phase.
| Rang | Équipe                   | Pts | J  | G  | N  | P  | Bp | Bc | Diff |
| ---- | ------------------------ | --- | -- | -- | -- | -- | -- | -- | ---- |
| 7    | Anorthosis Famagouste -6 | 41  | 32 | 12 | 11 | 9  | 42 | 41 | +1   |
| 8    | Paphos FC -6             | 38  | 32 | 12 | 8  | 12 | 39 | 50 | -11  |
| 9    | Doxa Katokopias          | 35  | 32 | 9  | 8  | 15 | 47 | 50 | -3   |
| 10   | EN Paralímni P           | 35  | 32 | 9  | 8  | 15 | 35 | 51 | -16  |
| 11   | Alki Oroklini            | 35  | 32 | 10 | 5  | 17 | 35 | 58 | -23  |
| 12   | Ermís Aradíppou          | 13  | 32 | 3  | 4  | 25 | 29 | 65 | -36  |

Légende
- 11e et 12e : relégation en Second Division

Abréviations
- P : Promus de Second Division 2017-2018

## Tableau d'honneur
| Championnat de Chypre de football 2018-2019                        |                    |
| Champion                                                           | APOEL (28e titre)  |
| Dauphin                                                            | AEK Larnaca        |
| Coupes et trophées                                                 |                    |
| Vainqueur de la Coupe de Chypre 2018-2019                          | AEL Limassol       |
| Qualifications continentales                                       |                    |
| Ligue des champions 2019-2020                                      | APOEL              |
| Ligue Europa 2019-2020                                             | AEL Limassol       |
| Ligue Europa 2019-2020                                             | AEK Larnaca        |
| Ligue Europa 2019-2020                                             | Apollon Limassol   |
| Promotions et relégations                                          |                    |
| Promus en Championnat de Chypre de football                        | Ethnikos Achna     |
| Promus en Championnat de Chypre de football                        | Olympiakos Nicosie |
| Relégués en Championnat de Chypre de football de deuxième division | Alki Oroklini      |
| Relégués en Championnat de Chypre de football de deuxième division | Ermís Aradíppou    |